# Alonso Alegría
Alonso Alegría (Santiago, 1940) é um dramaturgo peruano residente no Peru. 
Nascido no Chile, mudou-se para Lima ainda criança. Fundou a companhia de teatro Alba, em 1960. Conquistou o Prêmio Casa de las Américas de melhor peça teatral em 1969 com El Cruce del Niágara, baseado na travessia do rio Niágara pelo equilibrista francês Charles Blondin, em 1879. Foi diretor do Teatro Nacional Popular entre 1971 e 1978 Com o sucesso internacional, passou a escrever peças em língua inglesa, como Daniela Frank.

## Obras
- Remegio al huaquero (1965)
- El cruce sobre el Niágara (1969)
- El terno blanco (1981)
- El color de Chambelén (1982)
- Cavando en la arena (1982)
- Daniela Frank (1984)
- Encuentro con Fausto (1999)
- Libertad! (libreto para ópera, 2005)
- Para morir bonito (2009)
- Bolognesi en Arica (2013)
- La lógica de Dios (2013)[5]